# Hilary Saint George Saunders
Hilary Aidan Saint George Saunders (* 1898 in Clifton bei Bristol, England; † Dezember 1951 in Nassau, Bahamas) war ein britischer Schriftsteller.
Saunders schrieb unter mehreren Pseudonymen: „Francis Beeding“ (zusammen mit John Palmer), „Barum Browne“ (mit Geoffrey Dennis), „Cornelius Cofyn“ (mit John deVere Loder), „David Pilgrim“ (mit John Palmer) und „John Somers“ (mit John Palmer).
Seine Ausbildung wurde durch den Ersten Weltkrieg, wo er 1916 den Welsh Guards beitrat, unterbrochen. Nach dem Krieg ging er ans Balliol College, Oxford, um Geschichte zu studieren. Er entschied sich jedoch bald um und arbeitete von 1920 bis 1937 für den Völkerbund. In dieser Zeit begann seine schriftstellerische Laufbahn. Er tat sich dafür mit seinem Chef und besten Freund, John Leslie Palmer (1885–1944), zusammen.
Er war ein Chronist des Zweiten Weltkriegs. Er war als Librarian Leiter der House of Commons Library von 1946 bis 1950, als er aus gesundheitlichen Gründen aus dem Amt schied.
Saunders wurde während des Zweiten Weltkriegs für seine Bücher und Pamphlete bekannt, z. B. The Battle of Britain, Bomber Command, Coastal Command, Combined Operations usw., die er offiziell und anonym im Auftrag der Regierung schrieb, und später für die Werke Red Beret und Green Beret.
The Sleeping Bacchus ist sein einziger Roman, ein Kriminalroman über die Geschichte eines Kunstdiebstahls. Saunders schrieb nach dem Krieg in The Left Handshake (1949) auch über die Pfadfinder-Bewegungen während des Zweiten Weltkriegs.

## Werke
- The Hidden Kingdom (1927) zusammen mit John Palmer unter dem Namen Francis Beeding
- The House of Dr. Edwardes (1927) zusammen mit John Palmer unter dem Namen Francis Beeding (siehe auch „Ich kämpfe um dich“)
- The One Sane Man (1934) zusammen mit John Palmer unter dem Namen Francis Beeding
- Combined Operations: the Official Story of the Commandos. New York, Macmillan 1943.
- Per Ardua: The Rise of British Air Power 1911–1939. London, Oxford University Press 1944
- Pioneers! O Pioneers! London, Macmillan 1944
- Ford At War. London, Harrison and Sons 1946
- The Left Handshake - the Boy Scout Movement 1939–1945 London, Collins 1949
- The Red Cross and the White: A History of the Joint War Organisation of the British Red Cross Society and the Order of the St. John of Jerusalem, During the War, 1939–1945. London, United Kingdom Hollis & Carter 1949
- The Green Beret. The Story of the Commandos 1940–1945. London, Michael Joseph 1950
- The Red Beret, the story of the Parachute Regiment at war 1940–45. London, Michael Joseph 1950
- Westminster Hall. London, Michael Joseph 1951
- The Sleeping Bacchus. London, Michael Joseph 1951.
- mit, Denis Richards: Royal Air Force 1939–1945. London, Her Majesty’s Stationery Office (3 Bände)
  - Bd. 1 The Fight at Odds. 1953
  - Bd. 2 The Fight Avails. 1954
  - Bd. 3 The Fight is won. 1954